# Daniel Farke
Daniel Farke (Büren, 30 de outubro de 1976) é um ex-futebolista e treinador de futebol alemão que atuava como atacante. Atualmente comanda o Leeds United.

## Carreira
Como jogador, Farke defendeu equipes das divisões menores do futebol alemão, com destaque para o Lippstadt, onde teve 3 passagens, jogando 57 partidas e fazendo 37 gols. Defendeu também SV Steinhausen, Paderborn-Neuhaus, Wilhelmshaven, Bonner SC e Meppen, encerrando sua carreira em 2008, aos 31 anos. Ele ainda chegou a falar que era "o atacante mais lento de toda a Europa Ocidental".
Foi também no Lippstadt que Farke estreou como técnico, em 2009, levando o clube da sexta à quarta divisão alemã. Seu trabalho nos Rubro-Negros fez com que ele desistisse de tirar um ano sabático para trabalhar no Borussia Dortmund II, onde teve 51,8% de aproveitamento (em 56 jogos, foram 29 vitórias, 21 empates e 6 derrotas). Em maio de 2017, foi anunciado como novo técnico do Norwich City, levando os Canários ao título da EFL Championship de 2018–19 e posteriormente a promoção à Premier League de 2019–20.

## Títulos
Norwich City
- EFL Championship: 2018–19, 2020–21

Leeds United
- EFL Championship: 2024–25

Lippstadt
- Westfalenliga (Grupo 1): 2011–12
- Oberliga Westfalen: 2012–13

### Individuais
- Treinador do mês da Championship: novembro de 2018[5]